# Quercus hintonii
Quercus hintonii là một loài thực vật có hoa trong họ Cử. Loài này được E.F.Warb. miêu tả khoa học đầu tiên năm 1939.